# Giải Wiley
Giải Wiley tên đầy đủ là Giải Wiley về Y sinh học (tiếng Anh: Wiley Prize in Biomedical Sciences) là một giải thưởng hàng năm của Quỹ Wiley dành cho những công trình nghiên cứu Y sinh học thuần túy hoặc ứng dụng xuất sắc, bắt đầu từ năm 2002.
Quỹ Wiley được công ty xuất bản John Wiley & Sons thành lập năm 2001, là đơn vị tài trợ cho giải này.. Khoản tiền thưởng của giải là 35.000 dollar Mỹ.
Lễ trao giải được tổ chức ở Đại học Rockefeller tại thành phố New York, nơi người đoạt giải sẽ đưa ra một bài nói truyện.
Cho tới năm 2010, đã có năm người được trao giải này sau đó đã đoạt Giải Nobel Sinh lý và Y khoa.

## Những người đoạt giải
Nguồn: Wiley Foundation Lưu trữ ngày 9 tháng 2 năm 2013 tại Wayback Machine
- 2018 Lynne E. Maquat
- 2017 Joachim Frank, Richard Henderson, Marin van Heel
- 2016 Yoshinori Ohsumi
- 2015 Evelyn M. Witkin, Stephen Elledge[3]
- 2014 William G. Kaelin, Steven McKnight, Peter J. Ratcliffe, Gregg L. Semenza
- 2013 Michael Young, Jeffrey Hall, Michael Rosbash
- 2012 Michael Sheetz, William R. Kenan, Jr., James Spudich, Ronald Vale[4]
- 2011 Lily Jan, Yuh Nung Jan
- 2010 Peter Hegemann, Georg Nagel, Ernst Bamberg
- 2009 Bonnie Bassler
- 2008 Richard P. Lifton
- 2007 F. Ulrich Hartl, Arthur L. Horwich
- 2006 Elizabeth Blackburn (đoạt giải Nobel Sinh lý và Y khoa năm 2009), Carol Greider (đoạt giải Nobel Sinh lý và Y khoa năm 2009)
- 2005 Peter Walter, Kazutoshi Mori
- 2004 C. David Allis
- 2003 Andrew Fire (đoạt giải Nobel Sinh lý và Y khoa năm 2006), Craig Mello (đoạt giải Nobel Sinh lý và Y khoa năm 2006), Thomas Tuschl, David Baulcombe
- 2002 Howard Robert Horvitz (đoạt giải Nobel Sinh lý và Y khoa năm 2002), Stanley J. Korsmeyer